# Xã Rome, Quận Athens, Ohio
Xã Rome (tiếng Anh: Rome Township) là một xã thuộc quận Athens, tiểu bang Ohio, Hoa Kỳ. Năm 2010, dân số của xã này là 1.320 người.